# Cleisostoma krabiense
Cleisostoma krabiense är en orkidéart som först beskrevs av Gunnar Seidenfaden, och fick sitt nu gällande namn av Leslie Andrew Garay. Cleisostoma krabiense ingår i släktet Cleisostoma och familjen orkidéer.
Artens utbredningsområde är Thailand. Inga underarter finns listade i Catalogue of Life.